# Štrpce (kommunhuvudort i Kosovo)
Štrpce (albanska: Shtërpcë, serbiska: Штрпце, Štrice) är en kommunhuvudort i Kosovo. Den ligger i den södra delen av landet, 50 km söder om huvudstaden Priština. Štrpce ligger 851 meter över havet och antalet invånare är 6 913.
Terrängen runt Štrpce är kuperad åt nordväst, men åt sydost är den bergig. Štrpce ligger nere i en dal. Runt Štrpce är det ganska tätbefolkat, med 149 invånare per kvadratkilometer. Närmaste större samhälle är Ferizaj, 18,0 km nordost om Štrpce. I omgivningarna runt Štrpce växer i huvudsak lövfällande lövskog.